# Medal jubileuszowy „100 lat Kolei Transsyberyjskiej”
Medal jubileuszowy „100 lat Kolei Transsyberyjskiej” (ros. Юбилейная медаль «100 лет Транссибирской магистрали») – państwowe odznaczenie Federacji Rosyjskiej.

## Historia
Odznaczenie zostało ustanowione dekretem Prezydenta Federacji Rosyjskiej z dnia 27 czerwca 2001 roku nr 777 dla upamiętnienia 100-lecia powstania magistrali transsyberyjskiej, jako wyróżnienie dla osób zasłużonych dla tej magistrali.
Dekret Prezydenta Federacji Rosyjskiej z dnia 7 września 2010 roku nr 1099 o systemie odznaczeń państwowych nie wymienia tego odznaczenia jako odznaczenie państwowe, jak innych podobnych odznaczeń jubileuszowych ustanowionych wcześniej przez Prezydenta Federacji Rosyjskiej w latach 1996 – 2010.
Odznaczenie jest jednostopniowe.

## Zasady nadawania
Odznaczenie zgodnie ze statutem zawartym w dekrecie było nadawane pracownikom kolei, którzy wykonywali swoje zadania nienagannie i przepracowali co najmniej 20 lat, a także innym obywatelom, którzy przyczynili się do rozwoju kolei transsyberyjskiej.
Odznaczenie było nadawane tylko w roku 2001.

## Opis odznaki
Odznaką medalu jest okrągły krążek o średnicy 32 mm, wykonany z nowego srebra
Na awersie odznaczenia znajduje się rysunek przedstawiający jadący pociąg. Nad rysunkiem umieszczony jest herb Syberii. Wzdłuż krawędzi jest napis w języku rosyjskim 100 ЛЕТ ТРАНССИБИРСКОЙ МАГИСТРАЛИ (pol. 100 lat Magistrali Transsyberyjskiej).
Na rewersie medalu w środku znajdują się skrzyżowane młot i klucz francuski, a po bokach daty 1901 – 2001.
Medal zawieszony był na wstążce orderowej o szer. 24 mm. Składa się ona z trzech pasków, każdy o szer. 8 mm, kolejno od prawej: zielony, czarny i srebrny.